# Васильево (Кушнаренковский район)
Васи́льево — упраздненное в 1986 году село Матвеевского сельсовета Кушнаренковского района Башкирской АССР.

## История
В 1952 году с. Васильево в составе Матвеевского сельсовета.
Исключено село из учетных данных Указом Президиума ВС Башкирской АССР от 12.12.1986 N 6-2/396 «Об исключении из учетных данных некоторых населенных пунктов»).

## Географическое положение
Расстояние до:
- центра сельсовета (Матвеево): 3 км.
- районного центра (с. Кушнаренково): 12 км,
- пристани на р. Белая (в с. Кушнаренково): 12 км,
- железнодорожной станции (Уфа): 74 км.